# Aritmetisk geometri
Aritmetisk geometri är en gren inom matematiken som kan definieras som en kombination av talteori och geometri. Modern algebraisk geometri studerar geometriska objekt (schemata) som definieras av polynomekvationer med koefficienter i godtyckliga ringar, inte bara reella och komplexa tal. Genom att tillämpa detta maskineri på ekvationer definierade över heltalen kan geometriska metoder användas för att undersöka talteoretiska frågor.